# Heterixalus punctatus
Heterixalus punctatus Glaw e Vences, 1994 è una rana della famiglia Hyperoliidae, endemica del Madagascar.

## Descrizione
È una rana di piccola taglia che raggiunge i 22 mm di lunghezza.

Il dorso ha una colorazione grigio-argentea con numerose piccole macchie nere mentre i fianchi ed il ventre sono color giallo-arancio. Lungo i fianchi le due colorazioni sono separate da una linea di macchie nere più fitta. Una banda nera è presente pure tra le narici e gli occhi.

## Distribuzione e habitat
È diffusa nel Madagascar nord-orientale, dal livello del mare sino a 900 m di altitudine.
È possibile osservarla all'interno del Parco nazionale di Masoala  e nella Riserva speciale di Analamazaotra.